# Mgła (film 2010)
Mgła (org. Туман) – rosyjski dramat wojenny z elementami fantasy z 2010 roku z w reż. Iwana Szurchowieckiego i Artioma Aksienienki.

## Opis fabuły
Trzech rosyjskich żołnierzy służby zasadniczej dopuszcza się podczas ćwiczeń niewinnego wybryku – aby skrócić sobie drogę do jednostki zatrzymują wymachując bronią autobus wiozący weteranów II wojny światowej. Wewnątrz żartują sobie ze staruszków, robią telefonami komórkowymi zdjęcia. O incydencie dowiaduje się dowódca jednostki, sprawcy zostają rozpoznani przez kierowcę autobusu i za karę, wraz z całą swoją drużyną, pod komendą dowódcy kompanii otrzymują zadanie 14-km marszobiegu na poligon. Po drodze, za namową jednego z żołnierzy, który zna okolicę, idą na skróty przez mokradło. Tam wchodzą w gęstą mgłę, po której przejściu trafiają do starej wsi, której nie ma na mapie. We wsi ku swojemu zdziwieniu natrafiają na niemieckich żołnierzy z okresu II wojny światowej, którzy ich ostrzeliwują. Śmierć dowódcy i rany kilku z nich od niemieckiego ognia, szybko przekonują ich, że nie są na planie filmowym, jak się im początkowo zdawało. Wkrótce rozumieją, że musieli się przenieść w czasie. Ich sytuację komplikuje dodatkowo fakt, że praktycznie są bezbronni – mają wprawdzie nowoczesne automaty AK-74, ale bez amunicji. Jest ona w czasie wojny nie do zdobycia, ponieważ kaliber ten – 5,45 mm. – nie był jeszcze wtedy produkowany. Postanawiają przedzierać się w kierunku frontu, do swoich. Po drodze trafiają do miejscowych mieszkańców, do obozu radzieckich partyzantów, potrafią zdobyć ówczesną broń, przenikają do niemieckiego obozu jenieckiego, wykradają Niemcom jeden z utraconych w walce "kałasznikowów", który jest dla okupanta wspaniałą technologiczną zdobyczą. Ich szeregi powoli się jednak wykruszają, w każdym starciu z Niemcami któryś z nich ginie. Przekonują się również, czym była okupacja i wojna na terenie ZSRR. Kiedy w końcu przy życiu pozostaje ostatni żołnierz, uciekając przed ścigającymi go w lesie Niemcami, wbiega w gęstą mgłę. Po wyjściu z niej, na skraju lasu widzi swój oddział, cały i zdrowy, znów we współczesnych czasach. Nie wiadomo czy to wszystko zdarzyło się naprawdę, czy nie, ale w ostatniej scenie filmu, żołnierze obserwują defiladę weteranów z okazji dnia zwycięstwa i ich stosunek do tych ludzi jest już zupełnie inny niż w autobusie. Teraz wiedzą co oni przeżyli.

## Główne role
- Igor Szmakow – sierż. Silantiew (Patron)
- Wasilij Raksza – szer. Riumin
- Artiom Kriestnikow – szer. Walejew (Fanat)
- Grigorij Kalinin – szer. Zawadski (Fersztejen)
- Ilia Glinnikow – szer. Czyrko (Babnik)
- Alieksiej Markow – szer. Borszczow (Jandeks)
- Swietłana Ustinowa – Nastia
- Aleksiej Ilin – por. Korzun
- Iwan Łapin – szer. Michnowiec
- Dmitrij Siergin – szer. Mironow (Artist)
- Rodion Galuczenko – szer. Muchin (Mucha)